# Leo Najo
Leonardo «Leo Najo» Alanís (Doctor Coss, Nuevo León; 17 de febrero de 1899 - Mission, Texas; 25 de abril de 1978) fue un beisbolista mexicano que jugó como jardinero.
Alanís fue uno de los primeros jugadores nacidos en México en jugar béisbol profesional en suelo estadounidense, debutando en 1924 con los San Antonio Bears de la Liga de Texas Clase A. Tras un éxito temprano en las ligas menores, fue reclutado por los Chicago White Sox de las ligas mayores en 1925. En 1939, se convirtió en el primer jugador seleccionado para el Salón de la Fama del Béisbol Profesional de México. En 2001, las Ligas Menores de Béisbol (MLB) nombran al equipo de Leo Najo, los Tulsa Oilers de 1932, como uno de los 100 mejores equipos de ligas menores de todos los tiempos, en parte debido a sus contribuciones.

## Primeros años
Alanís nació el 17 de febrero de 1899 en el pequeño pueblo de La Lajilla, ubicado en el municipio de Doctor Coss, Nuevo León, México. Cuando Najo tenía 10 años, su madre trasladó a la familia al cercano pueblo de Mission, Texas, donde compró una pequeña taberna y la administró con éxito durante muchos años. Najo vivió en Mission el resto de su vida. La estabilidad económica familiar le permitió dedicar gran parte de su tiempo al béisbol, un deporte relativamente nuevo, muy popular en la frontera entre Nuevo León y Texas a principios del siglo XX.
A principios de la década de 1920, Najo y varios otros jóvenes de Mission formaron un equipo semiprofesional en la ciudad, los Mission 30-30s, conocido popularmente como el «rifle 30-30». Los 30-30s se convirtieron en una institución del béisbol en Mission, existiendo hasta mediados de la década de 1960. Además de Najo, varios famosos texanos del sur jugaron en el equipo, incluyendo al futuro entrenador de los Dallas Cowboys, Tom Landry.
Dado que jugar béisbol semiprofesional en Mission solo le reportaba unos 6 dólares semanales, Najo también jugó para otros equipos del sur de Texas, como el Milmo Bank de Laredo, Texas. Najo también jugó con algunos de los primeros equipos organizados de México, como el Cervecería Cuauhtémoc de Monterrey en 1922.

## Carrera

### Del semiprofesionalismo al profesionalismo
A principios de la década de 1920, el equipo de Najo, Milmo Bank, viajaba ocasionalmente a San Antonio, Texas, para jugar contra equipos semiprofesionales. Durante una de estas visitas, Najo fue descubierto por un cazatalentos de los San Antonio Bears de la Liga de Texas Clase A. Firmó en diciembre de 1923 y jugó su primer partido profesional el 16 de abril de 1924 en el League Park de San Antonio , como primer bate y jardinero derecho de los Bears contra los Galveston Sand Crabs. Con su participación en ese partido, se convirtió en uno de los primeros mexicanos en jugar béisbol profesional en Estados Unidos. Los historiadores del béisbol también creen que Najo fue el primer mexicano en jugar en la Liga de Texas, fundada en 1888.
Más tarde, en 1924, obligados a reducir su plantilla, los Bears prestaron a Najo a los Tyler Trojans, de Clase D, donde llevó al equipo al campeonato de la Liga del Este de Texas, terminando tercero en bateo y con un promedio de fildeo de .992. Najo recibió reconocimiento por su veloz corrido de bases y sus acrobáticas atrapadas en los jardines.
Najo jugó casi toda la temporada de 1925 cedido por San Antonio a los Okmulgee Drillers de Clase C de la Asociación del Oeste. Jugó 142 partidos, principalmente en el jardín central, conectó 34 jonrones, 213 hits y registró un promedio de bateo de .381. Después de la temporada, el presidente de la liga, J. Warren Seabough, declaró al Chicago Daily Tribune: «Leo Najo... es uno de los mejores jugadores de todos los tiempos en la Asociación del Oeste».

### Chicago White Sox
Tras el éxito de Najo con los Okmulgee Drillers, los Chicago White Sox lo reclutaron en el invierno de 1925, convirtiéndose así, según la mayoría de los historiadores, en el primer jugador mexicano seleccionado por un equipo de las Grandes Ligas de Béisbol. Un artículo del Washington Post del 8 de noviembre de 1925 se refiere a Najo como «uno de los mejores jugadores de béisbol de todos los tiempos».
Participó en varios juegos de entrenamiento de primavera con los White Sox en 1926, siete años antes de que Mel Almada se convirtiera oficialmente en el primer jugador mexicano en obtener un puesto regular en la plantilla de las Grandes Ligas. Según relatos periodísticos de la época, Kenesaw Mountain Landis, el primer comisionado de béisbol, vio a Najo jugar en partidos de exhibición en 1926. Décadas después, en 1973, otro comisionado de béisbol, Bowie Kuhn, asistió a la inducción de Najo al Salón de la Fama del Béisbol Profesional de México en Monterrey.
Las estadísticas de Najo en los entrenamientos de primavera indican que jugó lo suficientemente bien como para entrar al equipo de las Grandes Ligas. Sin embargo, el último día de los entrenamientos de primavera,  fue liberado a San Antonio Bears. El Chicago Daily Tribune informó: «El equipo de los Medias Rojas se redujo en un jugador hoy cuando Najo... fue transferido al club de San Antonio, al que fue liberado directamente. Hay otros esta noche esperando la señal para moverse».
Aunque el motivo exacto de su despido sigue siendo un misterio, la familia de Najo sospecha que la decisión se debió, al menos en parte, a prejuicios raciales entre los jugadores y directivos de las Grandes Ligas. Los White Sox intentaron presentar a Najo, quien era de tez oscura y tenía un inglés limitado, como un nativo americano debido al racismo imperante contra los mexicanos. Los familiares de Najo afirman que, aunque se mantuvo optimista y dedicado a su pasión por el béisbol, los prejuicios raciales afectaron negativamente su carrera.

### Regreso a los Bears y lesión
Al ceder a Najo a San Antonio, los White Sox se reservó el derecho de ascenderlo a las Grandes Ligas conforme avanzaba la temporada.
El 7 de julio de 1926, Najo resultó gravemente herido durante un partido con los Houston Buffaloes cuando otro jardinero, Ping Bodie, chocó con él mientras ambos corrían a toda velocidad para atrapar un elevado. Bodie, quien normalmente jugaba en primera base y solo llevaba un mes con el equipo, atropelló a Najo, mucho más pequeño, y cayó sobre él. Como resultado, Najo sufrió una grave fractura de pierna a medio camino entre la rodilla y el tobillo, lo que puso fin a su temporada y a sus posibilidades de regresar a las Grandes Ligas.
La Prensa, un periódico de habla hispana, informó lo siguiente: 

El choque de Najo con Bodie, sumado al hecho de que Bodie cayera encima de él, provocó que el popular jugador mexicano se fracturara la pierna izquierda por debajo de la rodilla. Najo tuvo que ser ayudado a salir del campo a hombros de otros jugadores... En realidad, esto representa un golpe mortal para las posibilidades de San Antonio de ganar el campeonato de la Liga de Texas. Najo no solo era uno de los mejores jardineros de la liga, sino que también era un bateador consistentemente excelente con un promedio de bateo superior a .300. Además, su increíble velocidad lo convertía en un excelente ladrón de bases.

La lesión de Najo fue objeto de teorías conspirativas, en el que se afirmaba que el beisbolista estaba a solo unos días de reincorporarse a los White Sox y que Bodie lo embistió deliberadamente a raíz de los celos que sentía de que Najo tenía una carrera más exitosa; otros teóricos atribuyen al racismo.

### Tras la lesión
A pesar del grave revés en su carrera, Najo retomó su carrera en 1927 con los San Antonio Bears. Bateó alrededor de .300 y tuvo un promedio de fildeo de .960 o superior en dos temporadas con San Antonio (1927, 1928), dos temporadas con los Omaha Crickets/Packers de la Liga del Oeste (1929, 1930) y una temporada dividida entre Omaha y San Antonio en 1931.
El 27 de mayo de 1928, jugando en el League Park de San Antonio contra los Beaumont Exporters, Najo estableció un récord de las Ligas Menores de más outs en los jardines (12) en un solo juego. Aunque el récord se ha roto desde entonces, se mantuvo vigente durante muchos años.
Antes del inicio de la temporada de 1932, Najo fue traspasado a los Tulsa Oilers de la Liga del Oeste. Los historiadores del béisbol creen que las contribuciones de Najo a este histórico equipo de Tulsa son una razón importante para que haya sido nombrado uno de los 100 mejores equipos de todos los tiempos de las Ligas Menores de Béisbol.
El auge de la carrera de Najo coincidió con la Gran Depresión, durante la cual la industria del béisbol profesional, como muchas otras, atravesó momentos difíciles. Su familia cree que el Crac del 29 fue un factor importante que impidió que Najo intentara regresar a las Grandes Ligas. Aunque se esperaba que regresara a Tulsa para la temporada de 1933, Najo tuvo una disputa salarial con el equipo y abandonó las ligas menores de béisbol a los 33 años. Regresó a Mission para ocuparse de los negocios familiares, incluyendo la taberna que le había heredado su madre, junto con varias propiedades en alquiler. La Depresión estaba en su apogeo, y Najo finalmente se cansó de estar lejos de casa durante largos periodos y de jugar por salarios muy bajos.

### Etapa final y retiro
Tras seis años fuera del béisbol profesional, Najo tuvo un breve regreso en 1938 con los McAllen Packers de la Liga del Valle de Texas, categoría D. Jugó 137 partidos, consiguiendo 130 hits, un promedio de bateo de .354 y un promedio de fildeo de .976. Posteriormente, jugó dos temporadas como jugador-mánager en la LMB, con los Alijadores de Tampico en 1939 y los Diablos Rojos del México en 1940.

## Vida personal
Tras el final de su carrera profesional, Najo aprovechó su fama regional para promover el béisbol en el estado de Texas y el noreste de México. Continuó jugando, dirigiendo, entrenando y arbitrando en ligas semiprofesionales y juveniles durante décadas. Como mánager, incluso entrado ya en sus cincuenta, solía intervenir en los partidos como bateador emergente. Muchos de los jugadores que entrenó se convirtieron en exitosos beisbolistas y entrenadores profesionales.

### Muerte
Tras una larga batalla contra el cáncer, Najo falleció el 25 de abril de 1978 a los 79 años, debido a complicaciones derivadas de una cirugía de vesícula biliar. En su honor, la calle de Mission donde vivió la mayor parte de su vida pasó a llamarse «Calle Leo Najo», y el estadio de béisbol de la preparatoria Mission también recibió su nombre.

## Sobrenombre
Fue durante sus primeros días como jugador semiprofesional que Alanís empezó a usar «Najo» como nombre. Sus familiares creen que el nombre deriva de la palabra «conejo», que los aficionados le dieron a Najo por su rápida carrera de bases. 